# Trompetklimmer
Trompetklimmer of trompetbloem is de naam van de twee soorten in het geslacht Campsis. Het zijn bladverliezende, verhoutende klimplanten die vooral gedijen in subtropische en Mediterrane klimaten. In gematigde streken zijn ze winterhard bij teelt tegen een warme muur. De planten klimmen door middel van slingeren en hechtwortels.
De beide soorten:
- Campsis grandiflora die van nature voorkomt in China en
- Campsis radicans die van nature voorkomt in het zuidwesten van de Verenigde Staten.
- De hybride van deze soorten heet Campsis ×tagliabuana.